# 田亮
田 亮（でん りょう、ティエン・リャン、1979年8月27日 - ）は、中華人民共和国の男優。重慶市出身。元飛込競技選手。2000年シドニーオリンピックの10m高飛込み及びアテネオリンピックの10mシンクロナイズド高飛込みの金メダリストである。

## 人物

### 経歴
- 1979年8月27日、中国重慶市で生まれる。
- 1986年、小学校一年生の時に、体育の成績がよかったため、重慶市業余体校で張挺コーチの元で飛込みを習い始める。
- 1990年、陝西省飛込みチームに選ばれる。
- 1993年、中国ナショナルチームに選ばれる。
- 2005年1月26日、中国ナショナルチームのメンバーから外された。これは、2004年アテネオリンピックの後、疲労を理由に休暇を申し出て受理されたが、この期間、芸能プロダクションの香港英皇娯楽と契約を結び、多くの商業イベントに参加をしたり、練習に出なかったことが国家体育総局の違反行為に当たるされたもので、陝西省飛込みチームに所属を戻された。
- 2006年には、西安に田亮体育産業発展公司を設立し、董事長(日本語の理事長にあたる)職に就いた。
- 2007年3月26日、陝西省体育局・李明華局長が「田亮は正式に引退している」と発表した。これは、田亮と陝西省水泳運動管理センターとの話し合いで決定したもので、陝西省体育局側がこの決定に同意したもので、今後は自ら経営する水泳スクールの経営、芸能界、学業(清華大学経済管理学院の博士課程)の3つをメインに活動していくと発表した。
- 2007年11月29日、アイドル歌手の葉一茜と西安シャングリラホテルで結婚式を挙げた。このとき既に、葉一茜が妊娠しているのではないかと報じられた。
- 2008年5月1日、第一子となる女の子が誕生した。この赤ちゃんの写真が30万元(約470万円)の価値が有ると報じられた[1]。
- 2008年7月4日、北京オリンピックの聖火リレーにおいて、西安での一番目の聖火ランナーを務めた[2]。
- 2009年6月、CCTV-8（ドラマ・チャンネル）の大型神話劇「牛郎織女」で俳優としてはじめて主役の牛郎役を演じた。
- 2009年、映画『雷鋒』で主演の雷鋒役を演じた。

## エピソード
- 中国では「跳水王子(飛込みのプリンス)」とも呼ばれている。
- 中国ナショナルチームでずっと一緒に練習してきた郭晶晶とは、ふたりの名前をとって「亮晶晶」と呼ばれ、非常に仲がよく一時期マスコミに二人は付き合っているという報道がなされたことがある。

## 出演作品

### 映画
| 年度 | 題名           | 役名     | 備考 |
| ---- | -------------- | -------- | ---- |
| 2007 | 出水芙蓉       | 海辺怪客 |      |
| 2010 | 笑咏春         | 阿勇     |      |
| 2010 | 不再讓你孤単   | 方鎮聰   |      |
| 2011 | 公主的誘惑     | 王小飛   |      |
| 2011 | 舞娘           | 阿東     |      |
| 2011 | 山寨也瘋狂     | 英俊     |      |
| 2011 | 第一大総統     | 宋教仁   |      |
| 2011 | 海島之恋       | 方亮     |      |
| 2012 | 跑出一片天     | 大眼仔   |      |
| 2012 | 国宝疑雲       | 唐振華   |      |
| 2013 | 不二神探       | 鄭軍     |      |
| 2014 | 爸爸去哪児     | 田亮     |      |
| 2015 | 爸爸的假期     | 田亮     |      |
| 2015 | 將錯就錯       | 秦招妹   |      |
| 2017 | 瑪格麗特的春天 | 陳宗翰   |      |

### テレビドラマ
| 年度 | 題名                                  | 役名   | 備考 |
| ---- | ------------------------------------- | ------ | ---- |
| 2007 | 牛郎織女                              | 牛郎   |      |
| 2007 | 泪洒塵縁                              | 董浩天 |      |
| 2010 | 雷鋒                                  | 雷鋒   |      |
| 2010 | 无懈可撃之美女如雲                    | 石堅   |      |
| 2012 | 王の女たち 〜もうひとつの項羽と劉邦〜 | 韓信   |      |
| 2014 | 驕陽似我                              | 林風   |      |

## 主な成績
- オリンピック
  - 1996年アトランタオリンピック
    - 3m板飛込み 5位

  - 2000年シドニータオリンピック
    - 10m高飛込み 金メダル
    - 10mシンクロナイズド高飛込み 銀メダル

  - 2004年アテネオリンピック
    - 10m高飛込み 銅メダル
    - 10mシンクロナイズド高飛込み 金メダル
- 世界水泳選手権
  - 2001年 福岡（日本）詳細
    - 10m高飛込み　金メダル
    - 10mシンクロナイズド高飛込み　金メダル

  - 2003年 バルセロナ（スペイン）詳細
    - 10m高飛込み　銅メダル
    - 10mシンクロナイズド高飛込み　銅メダル